# Lista siturilor arheologice din județul Suceava - M
Lista siturilor arheologice din județul Suceava - M conține toate siturile arheologice din județul Suceava înscrise în Repertoriul Arheologic Național (RAN) și aflate în localități al căror nume începe cu litera M. RAN este administrat de Ministerul Culturii și Patrimoniului Național și cuprinde date științifice, cartografice, topografice, imagini și planuri, precum și orice alte informații privitoare la zonele cu potențial arheologic, studiate sau nu, încă existente sau dispărute.
Puteți căuta un sit din localitățile care încep cu litera M folosind formularul de mai jos sau puteți naviga prin toate siturile din județ la Lista siturilor arheologice din județul Suceava.
| Cod RAN                                   | Denumire | Localitate                                        | Adresă        | Datare                               | Descoperit | Coordonate                                    | Imagine           | Erori            |
| ----------------------------------------- | --- | ------------------------------------------------- | ------------- | ------------------------------------ | ---------- | --------------------------------------------- | ----------------- | ---------------- |
| 148710.01.01 (Cod LMI: SV-I-s-B-05421)    | Așezarea medievală de la Măneuți - "La Mâlitură" / ansamblu anonim (Categorie: locuire civilă) (Tip: Așezare)            | sat Măneuți, comuna Frătăuții Vechi               | La Mâlitură   | sec. XV                              |            |                                               | Încărcați imagine | Raportați eroare |
| 151200.01.01 (Cod LMI: SV-I-s-B-05422)    | Fortificațiile de la Merești - "Dealul Cetate" / ansamblu anonim (Categorie: fortificație) (Tip: Fortificație)           | sat Merești, comuna Vulturești                    | Dealul Cetate | geto-dacică sec. IV a. Chr.          |            |                                               | Încărcați imagine | Raportați eroare |
| 146986.01.01 (Cod LMI: SV-I-s-B-05424)    | Ruinele curții domnești de la Milișăuți-În cimitir / ansamblu anonim (Categorie: locuire civilă) (Tip: Curte domnească)  | oraș Milișăuți                                    | În cimitir    | sec. XV                              |            |                                               | Încărcați imagine | Raportați eroare |
| 146334.01.01 (Cod LMI: SV-I-m-B-05425.06) | Situl arheologic de la Mitocul Dragomirnei - "La Stratulat" / ansamblu anonim (Categorie: locuire civilă) (Tip: Așezare) | sat Mitocu Dragomirnei, comuna Mitocu Dragomirnei | La Stratulat  |                                      |            |                                               | Încărcați imagine | Raportați eroare |
| 146334.01.02 (Cod LMI: SV-I-s-B-05425)    | Situl arheologic de la Mitocul Dragomirnei - "La Stratulat" / ansamblu anonim (Categorie: locuire civilă) (Tip: Așezare) | sat Mitocu Dragomirnei, comuna Mitocu Dragomirnei | La Stratulat  |                                      |            |                                               | Încărcați imagine | Raportați eroare |
| 146334.01.03 (Cod LMI: SV-I-m-B-05425.04) | Situl arheologic de la Mitocul Dragomirnei - "La Stratulat" / ansamblu anonim (Categorie: locuire civilă) (Tip: Așezare) | sat Mitocu Dragomirnei, comuna Mitocu Dragomirnei | La Stratulat  |                                      |            |                                               | Încărcați imagine | Raportați eroare |
| 146334.01.04 (Cod LMI: SV-I-m-B-05425.03) | Situl arheologic de la Mitocul Dragomirnei - "La Stratulat" / ansamblu anonim (Categorie: locuire civilă) (Tip: Așezare) | sat Mitocu Dragomirnei, comuna Mitocu Dragomirnei | La Stratulat  | geto-dacică sec. III - II a. Chr.    |            |                                               | Încărcați imagine | Raportați eroare |
| 146334.01.05 (Cod LMI: SV-I-m-B-05425.02) | Situl arheologic de la Mitocul Dragomirnei - "La Stratulat" / ansamblu anonim (Categorie: locuire civilă) (Tip: Așezare) | sat Mitocu Dragomirnei, comuna Mitocu Dragomirnei | La Stratulat  | sec. IV                              |            |                                               | Încărcați imagine | Raportați eroare |
| 146334.01.06 (Cod LMI: SV-I-m-B-05425.01) | Situl arheologic de la Mitocul Dragomirnei - "La Stratulat" / ansamblu anonim (Categorie: locuire civilă) (Tip: Așezare) | sat Mitocu Dragomirnei, comuna Mitocu Dragomirnei | La Stratulat  | sec. V - VI                          |            |                                               | Încărcați imagine | Raportați eroare |
| 149307.01.01                              | Așezarea preistorică de la Marginea / ansamblu anonim (Categorie: locuire civilă) (Tip: Locuire)                         | sat Marginea, comuna Marginea                     |               |                                      |            |                                               | Încărcați imagine | Raportați eroare |
| 146986.02.01                              | Așezarea medievală timpurie de la Milișăuți / ansamblu anonim (Categorie: locuire civilă) (Tip: Așezare)                 | oraș Milișăuți                                    |               | sec. IX-X                            |            | 47°48′25″N 25°56′25″E / 47.80695°N 25.94028°E | Încărcați imagine | Raportați eroare |
| 146986.03.01                              | Situl arheologic de la Milișăuți-Bădeuți / ansamblu anonim (Categorie: locuire civilă) (Tip: așezare)                    | oraș Milișăuți                                    | Bădeuți       | Noua                                 |            |                                               | Încărcați imagine | Raportați eroare |
| 146986.03.02                              | Situl arheologic de la Milișăuți-Bădeuți / ansamblu anonim (Categorie: locuire civilă) (Tip: Așezare)                    | oraș Milișăuți                                    | Bădeuți       | Sântana de Mureș - Cerneahov sec. IV |            |                                               | Încărcați imagine | Raportați eroare |
| 146986.03.03                              | Situl arheologic de la Milișăuți-Bădeuți / ansamblu anonim (Categorie: locuire civilă) (Tip: Așezare)                    | oraș Milișăuți                                    | Bădeuți       | sec.XIV-XV                           |            |                                               | Încărcați imagine | Raportați eroare |
| 146469.01.05 (Cod LMI: SV-I-s-B-05423)    | Situl arheologic de la Mihoveni - "Cahla Morii" / ansamblu anonim (Categorie: locuire civilă) (Tip: Așezare)             | sat Mihoveni, comuna Șcheia                       | Cahla Morii   | gravettian                           |            | 47°40′21″N 26°13′31″E / 47.6725°N 26.22528°E  | Încărcați imagine | Raportați eroare |
| 146469.01.06 (Cod LMI: SV-I-m-B-05423.02) | Situl arheologic de la Mihoveni - "Cahla Morii" / ansamblu anonim (Categorie: locuire civilă) (Tip: Așezare)             | sat Mihoveni, comuna Șcheia                       | Cahla Morii   | Noua sec.III-III a.CH                |            | 47°40′21″N 26°13′31″E / 47.6725°N 26.22528°E  | Încărcați imagine | Raportați eroare |
| 146469.01.07 (Cod LMI: SV-I-m-B-05423.03) | Situl arheologic de la Mihoveni - "Cahla Morii" / ansamblu anonim (Categorie: locuire civilă) (Tip: Așezare)             | sat Mihoveni, comuna Șcheia                       | Cahla Morii   | Cucuteni - B1-2                      |            | 47°40′21″N 26°13′31″E / 47.6725°N 26.22528°E  | Încărcați imagine | Raportați eroare |
| 146469.01.0 (Cod LMI: SV-I-m-B-05423.04)  | Situl arheologic de la Mihoveni - "Cahla Morii" / ansamblu anonim (Categorie: locuire civilă) (Tip: Așezare)             | sat Mihoveni, comuna Șcheia                       | Cahla Morii   | bastarnică sec.II-IV p.Chr.          |            | 47°40′21″N 26°13′31″E / 47.6725°N 26.22528°E  | Încărcați imagine | Raportați eroare |
| 146469.01.01 (Cod LMI: SV-I-s-B-05423)    | Situl arheologic de la Mihoveni - "Cahla Morii" / ansamblu anonim (Categorie: locuire civilă) (Tip: Așezare)             | sat Mihoveni, comuna Șcheia                       | Cahla Morii   | ceramicii liniare                    |            | 47°40′21″N 26°13′31″E / 47.6725°N 26.22528°E  | Încărcați imagine | Raportați eroare |
| 146469.01.02 (Cod LMI: SV-I-s-B-05423)    | Situl arheologic de la Mihoveni - "Cahla Morii" / ansamblu anonim (Categorie: locuire civilă) (Tip: Așezare)             | sat Mihoveni, comuna Șcheia                       | Cahla Morii   | Costișa                              |            | 47°40′21″N 26°13′31″E / 47.6725°N 26.22528°E  | Încărcați imagine | Raportați eroare |
| 146469.01.03 (Cod LMI: SV-I-s-B-05423)    | Situl arheologic de la Mihoveni - "Cahla Morii" / ansamblu anonim (Categorie: locuire civilă) (Tip: Așezare)             | sat Mihoveni, comuna Șcheia                       | Cahla Morii   | Grănicești - Gáva                    |            | 47°40′21″N 26°13′31″E / 47.6725°N 26.22528°E  | Încărcați imagine | Raportați eroare |
| 146469.01.04 (Cod LMI: SV-I-m-B-05423.01) | Situl arheologic de la Mihoveni - "Cahla Morii" / ansamblu anonim (Categorie: locuire civilă) (Tip: Așezare)             | sat Mihoveni, comuna Șcheia                       | Cahla Morii   | sec. XIII - XV                       |            | 47°40′21″N 26°13′31″E / 47.6725°N 26.22528°E  | Încărcați imagine | Raportați eroare |